# 26.ª División de Granaderos Waffen de las SS (2.ª húngara)
La 26.ª División de Granaderos Waffen de las SS (2.ª Húngara) (en alemán: 26. Waffen-Grenadier-Division der SS (ungarische Nr.2), en húngaro: 26. Waffen-SS Gránátos Hadosztály (2. magyar)), fue una división de infantería de corta vida de las Waffen-SS, una rama armada del Partido Nazi que sirvió junto a la Wehrmacht, pero que nunca formó parte formalmente de ella durante la Segunda Guerra Mundial. Establecida en noviembre de 1944 tras el derrocamiento por parte de los alemanes del régimen húngaro de Miklós Horthy, nunca se llegó a formar, entrenar o equipar adecuadamente, y después de ser evacuada de su campo de entrenamiento ante el avance del Ejército Rojo, se rindió a los Estados Unidos en Austria en mayo de 1945.

## Historia
La división fue formada en noviembre de 1944, tras el derrocamiento por parte de los alemanes del régimen húngaro de Miklós Horthy, y fue designada como la 26.ª División de Granaderos Waffen de las SS (2.ª húngara) (26. Waffen Grenadier Division der SS (ungarische Nr.2.)) el 27 de diciembre de 1944. En el momento en que se le otorgó esta designación, había alcanzado una dotación de 8.000 efectivos, que comprendían 3.000 efectivos del antiguo Ejército Real Húngaro, junto con 5.000 reclutas civiles. La división fue enviada para ser entrenada y equipada en Schieratz en el Reichsgau de Wartheland (la Polonia anexionada por Alemania). En ese momento, tenía una fuerza sobre el papel de 13.000 hombres, de los cuales 10.000 eran reclutas civiles que aún no habían recibido armas o uniformes. A principios de enero de 1945, se le entregaron algunas armas pesadas, pero estas fueron confiscadas por elementos del 9.º Ejército alemán para ayudarlos a oponerse a la Ofensiva del Vístula-Óder del Ejército Rojo lanzada a mediados de enero. Casi al mismo tiempo, mientras buscaban comida, los miembros de la división fueron atacados ocasionalmente por elementos del Armia Krajowa. Según algunas fuentes, la división recibió el título de Hungaria el 29 de enero de 1945.
Con el avance de las fuerzas soviéticas, la división se retiró tras el río Óder, sufriendo alrededor de 2.500 bajas. Luego, la unidad se unió a su división hermana, la 25.ª División de Granaderos Waffen de las SS Hunyadi (1.º Húngara) en su campo de entrenamiento, Neuhammer. Los avances soviéticos posteriores dieron como resultado la evacuación de la división, junto con su división hermana, a Austria. Elementos de la división se unieron a un kampfgruppe dejado atrás como retaguardia en Neuhammer, que fue destruido. Entre el 3 y el 5 de mayo de 1945, los elementos restantes de la división se rindieron al 3.º Ejército de los EE. UU. cerca de Attersee. No se fabricó ninguna insignia especial para la división.

## Comandantes
La división fue comandada por los siguientes oficiales:
- Noviembre de 1944 - enero de 1945
  - SS-Standartenführer Rolf Tiemann
  - Waffen-Oberführer Zoltan Pisky
  - SS-Oberführer László Deák
- Enero - marzo de 1945
  - SS-Brigadeführer Berthold Maack
- Marzo - mayo de 1945
  - Waffen-Gruppenführer József Grassy

## Orden de batalla
La división constaba de las siguientes unidades principales:
- 64.º Regimiento de Waffen-Grenadier de las SS
- 65.º Regimiento de Waffen-Grenadier de las SS
- 66.º Regimiento de Waffen-Grenadier de las SS
- 26.º Regimiento de Waffen-Artillerie de las SS
- 26.º Batallón de Esquí Waffen de las SS
- 26.º Batallón SS-Panzer